# بوکس‌میر
بوکس‌میر (به هلندی: Boxmeer) یک شهرستان در هلند است که در برابانت شمالی واقع شده‌است. بوکس‌میر ۱۳ متر بالاتر از سطح دریا واقع شده‌است.

## خواهرخوانده
شهر زیگمارینگن خواهرخواندهٔ بوکس‌میر هست.

## نگارخانه

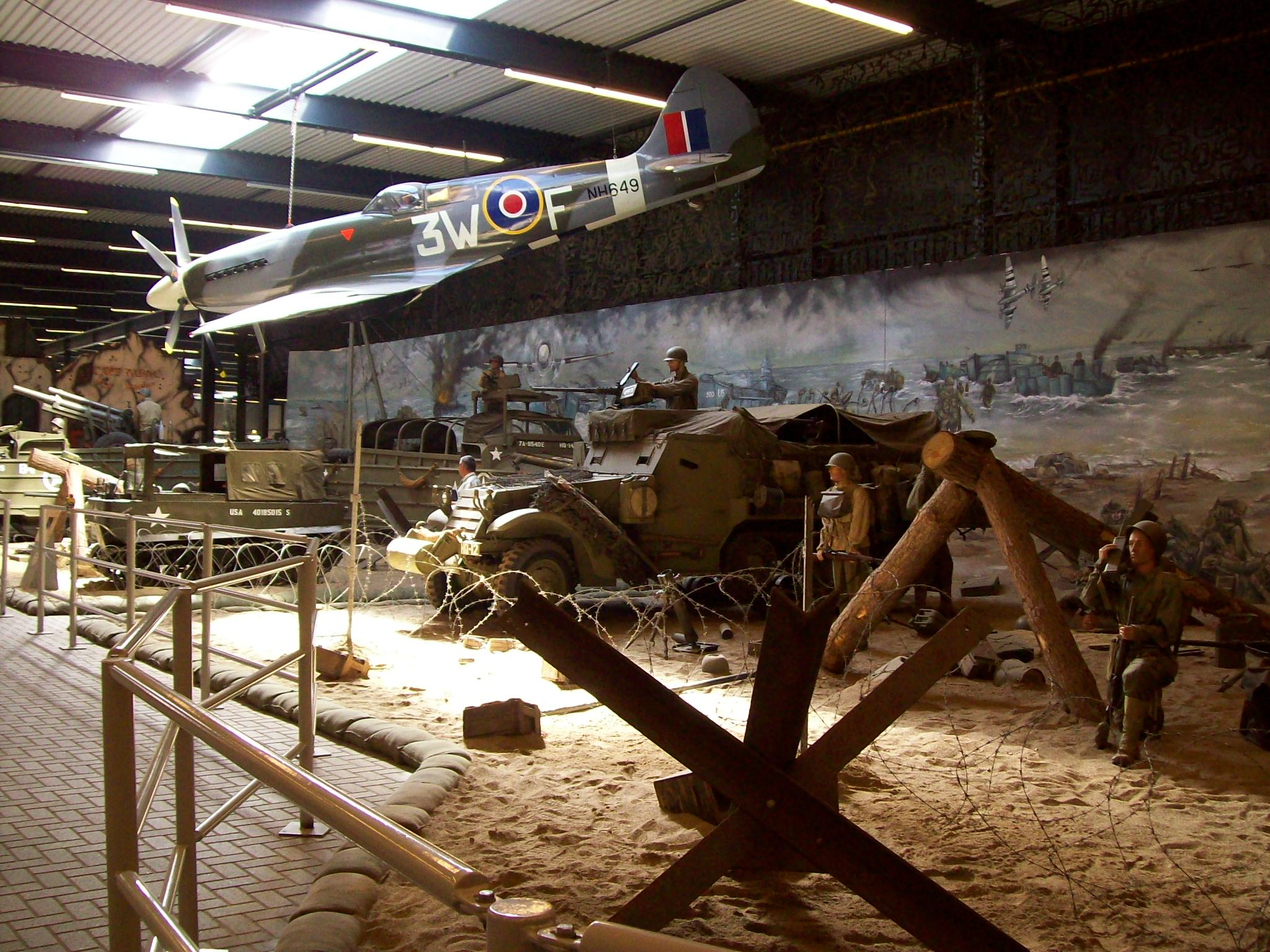